# オトリーコリ
オトリーコリ（伊: Otricoli）は、イタリア共和国ウンブリア州テルニ県にある、人口約1,700人の基礎自治体（コムーネ）。

## 地理

### 位置・広がり

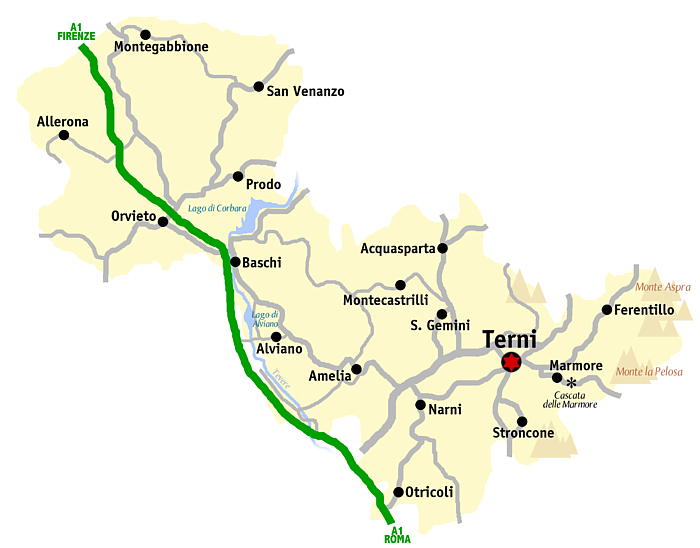
テルニ県概略図

テルニ県南東部のコムーネ。

#### 隣接コムーネ
隣接するコムーネは以下の通り。括弧内のVTはヴィテルボ県、RIはリエーティ県所属を示す。
- カルヴィ・デッルンブリア
- ガッレーゼ (VT)
- マリアーノ・サビーナ (RI)
- ナルニ
- オルテ (VT)
- ストロンコーネ

### 気候分類・地震分類
オトリーコリにおけるイタリアの気候分類 (it) および度日は、zona D, 1745 GGである。
また、イタリアの地震リスク階級 (it) では、zona 2 (sismicità media) に分類される。